# Contrafactual
En lógica, más particularmente en lógica modal y en otras disciplinas (historia, lingüística, física, economía, cosmología, etc.), se denomina contrafactual o contrafáctico a todo acontecimiento o a toda situación que no ha sucedido en el universo actualmente observable por la investigación humana, pero que podría haber ocurrido (la situación o acontecimiento fácticos o fenoménicamente existentes son llamados por este motivo, algo ambiguamente, «actuales»). Se dice que el acontecimiento o la situación forman parte de un universo posible, mientras que el acontecimiento o situación actuales forman parte del universo fáctico o universo actual o universo real. Por ejemplo, en el mundo actual Aristóteles fue discípulo de Platón, pero en varios universos posibles Aristóteles puede no haber sido discípulo de Platón.
Spinoza, en su obra, no acepta lo contrafactual, es necesitarista (las cosas deben ocurrir necesariamente tal cual ocurren), por ende acepta sólo como posibles las cosas del mundo actual (actualismo), pero por su parte Leibniz supone una situación más laxa. Las posiciones al respecto tienen implicaciones en la ética, ya que las posibilidades de la libertad son puestas en juego y son discutidas. 
Saul Kripke utiliza experimentos de pensamiento contrafácticos para establecer lo que llama un designador —un nombre propio o una descripción definida—, ya sea un designador rígido o no, por ejemplo en sus ataques al descriptivismo.
Se considera que los designadores rígidos mantienen la referencia en situaciones contrafácticas. Por ejemplo, el nombre propio «Aristóteles» refiere a Aristóteles sin importar si fue o no el discípulo de Platón, y es por este motivo considerado un «designador rígido». La descripción definida «Aristóteles, el más célebre discípulo de Platón» refiere al Aristóteles más conocido del universo actual con exclusión de toda otra persona del mundo actual o de los universos posibles, y por esto es considerado un designador «no rígido» o «flexible».